# مقاطعة كنغاور
مقاطعة كنغاور (بالفارسية: شهرستان کنگاور) هي إحدى مقاطعات محافظة كرمانشاه في إيران. كان عدد سكان المقاطعة سنة 2006 حوالي 80,215 نسمة.